# اردوگاه عقبه جبر
اردوگاه عقبه جبر (عربی: مخيّم عقبة جبر)اردوگاه پناهندگان فلسطینی است که در جنوب غربی شهر اریحا در مسافت ۳ کیلومتری از مرکز شهر واقع شده‌است. این اردوگاه در سال ۱۹۴۸ در استان القدس تأسیس شد و مساحت آن در زمان تأسیس حوالی ۱۶۸۹ مترمربع بود ولی درحال حاضر ۶۸۹ متر مربع است. تعداد ساکنان آن حدود ۱۰۰۰۰ نفر می‌باشد. بعد از جنگ ۱۹۶۷ تعداد ساکنین آن به دلیل کوچ کردن گسترده پناهندگان، کاهش پیدا کرد. درحالی که قبل از جنگ اعراب و اسرائیل در سال ۱۹۶۷ تعداد آن ۳۰۰۰۰ نفربود. امری که باعث می‌شد بزرگترین اردوگاه در کرانه غربی رود اردن باشد.

## وضعیت آموزشی و بهداشتی
دراین اردوگاه دو مدرسه (یکی برای پسران و دیگری دختران) وجود دارد که تحت پوشش سازمان کمک‌های بین‌المللی است؛ ولی به‌لحاظ وضعیت بهداشتی در حال حاضر یک مرکز درمانی تحت اشراف و نظارات سازمان کمک‌های بین‌المللی و یک مرکز نیز برای پزشکان متخصص وجود دارد. در زمینه امور درمانی مشکلاتی دراین اردوگاه وجود دارد مانند عدم وجود آمبولانس و نیز عدم ویزیت و رسیدگی به بیماران در ساعات بعدازظهر.

## آمار و ارقام
- بیش از ۶۴۰۰ پناهنده ثبت شده.
- دو مدرسه.
- یک مرکز توزیع مواد غذایی.
- یک مرکز درمانی تابع UNRWA و دو مرکز درمانی دیگر.
- یک مرکز بازپروری.
- یک مرکز درمانی برای کودکان.
- یک مرکز درمانی برای زنان.

## مشکلات اصلی
- بیکاری گسترده.
- کمبود شدید آب.
- آبگرفتگی شدید در زمستان.